# Дневник Николая II

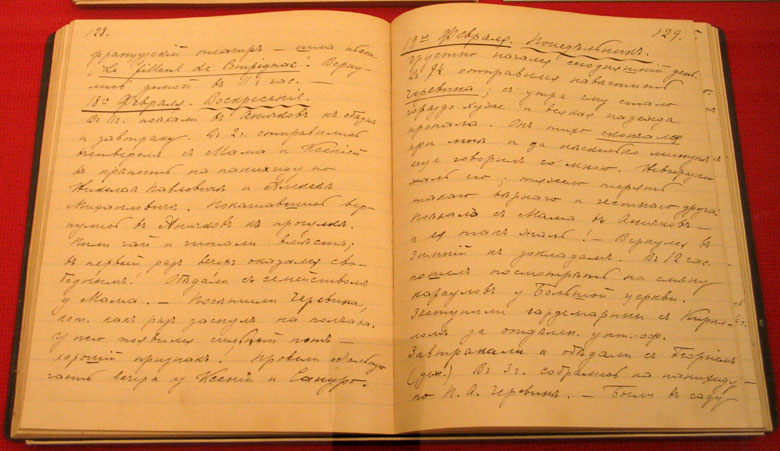
Запись от 19 февраля (2 марта) 1896 г. о смерти П. А. Черевина. «Грустно начался сегодняшний день. В 9 1/2 отправился навестить Черевина; с утра ему стало гораздо хуже и всякая надежда пропала. Он тихо скончался при мне и за несколько минут еще говорил со мною. Невыразимо жаль его; тяжело терять такого верного и честного друга».

Николай II с 14 лет начал вести дневник. В архиве (рукописные оригиналы находятся в так называемом Новоромановском архиве) хранится 51 объёмистая тетрадь — подлинник дневника за 1882—1918 гг. Личные дневники Николая II хранятся в фонде 601 Государственного архива Российской Федерации (ГАРФ).
Публикация отрывков из дневников Николая II началась одновременно в «Правде» и «Известиях ВЦИК» вскоре после расстрела царской семьи — 9 августа 1918 г.
Начал писать в Гатчинском дворце в 1882 году. Последняя запись датирована 30 июня 1918 года по старому стилю.